# Antoine-Elisée Cherbuliez

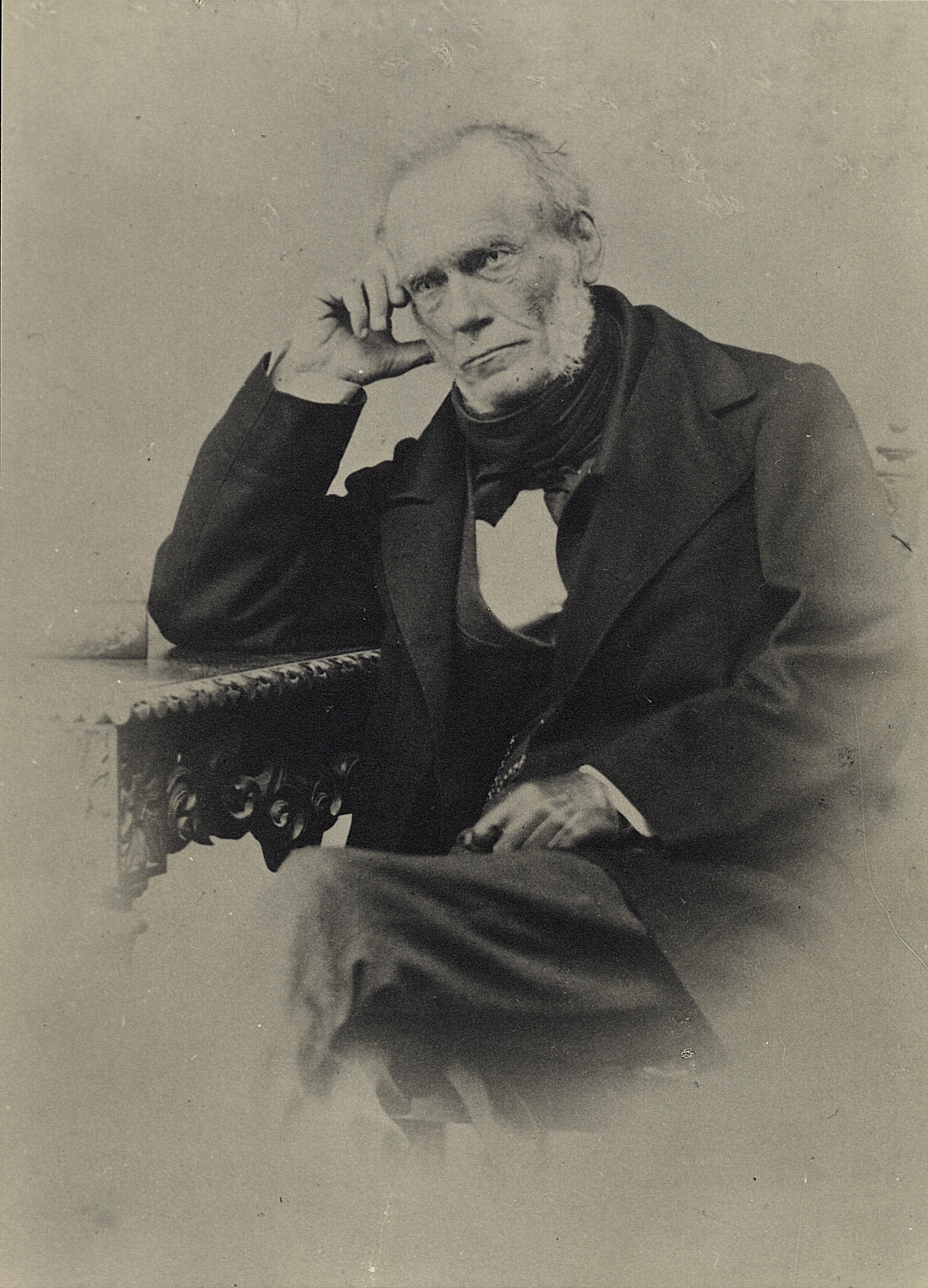
Foto de Antoine-Elisée Cherbuliez, cerca de 1855.

Antoine-Elisée Cherbuliez (Ginebra, 29 de julio de 1797 - Zúrich, 7 de marzo de  1869) fue un abogado, político y economista suizo.

## Estudios
Estudió sucesivamente en el Liceo Calvino de Ginebra, en la Escuela Politécnica de París y luego en la Facultad de Teología de Ginebra. detuvo intempestivamente sus estudios en 1819 para ir a Alemania, donde incursionó sin éxito en la poesía y la novela. Trabajó como preceptor en San Petersburgo, antes de regresar Ginebra. 
En 1823 se inscribió en la Facultad de Derecho. Culminó sus estudios, con una tesis de doctorado titulada Disertación sobre las causas del derecho positivo (1826) y se desempeñó inicialmente como juez. Su ascenso académico fue muy rápido. 

## Vida académica y política
Influenciado por las concepciones de Bentham, fundó y dirigió la revista L'Utilitaire (1829-1831), que defendía la filosofía utilitarista. Fue nombrado en 1835 en las cátedras de Derecho Público y Economía política, antes de escribir dos obras reconocidas en la época: Teoría de las garantías constitucionales en 1838 y Ricos o pobres en 1840.
Durante la revolución ginebrina de 1841, se unió a las filas de los conservadores. Fue elegido como diputado a la Asamblea Constituyente en 1842, dónde expresó su hostilidad a la instauración de la democracia moderna, actitud que expuso en su obra La democracia en Suiza. 
Tras la victoria de los radicales dejó la vida política en 1846 y se estableció en París donde asistió con pavor a la revolución de 1848. Cada vez más sólo, volvió a Suiza en 1852 para enseñar Economía en Lausana hasta 1855, cuando fue nombrado profesor de Economía política y Estadística en el Instituto Politécnico de Zúrich, donde publicó Précis de la science économique (Compendio de Ciencia Económica), que fue ampliamente divulgado y usado en varias Universidades como texto de estudio.

## Concepciones económicas
Definió el capital como la parte de la riqueza que se emplea en una operación productiva, ya sea maquinaria, herramienta, materia prima o fondo de víveres. Este fondo, destinado a la subsistencia de los trabajadores tiende a disminuir con respecto al resto del capital.
A la vez que difundía las tesis utilitaristas de Bentham, Cherbuliez llegó a compartir las críticas de Sismondi al capital. Aunque consideraba que con el desarrollo capitalista, el número total de trabajadores aumentaba y la productividad podía hacer asequible a ellos productos que antes no podían comprar, consideraba que "no es tanto el consumo absoluto del trabajador, sino su consumo relativo lo que hace que su situación sea afortunada o desafortunada. ¡Qué importa al trabajador el poder obtener algunos productos que antes le resultaban inalcanzables para las personas de su situación, si el número de productos inalcanzables para él aumenta en proporción todavía mayor, si la distancia que lo separa del capitalista ha aumentado, si su posición social ha descendido o empeorado?".
Consideraba que la inversión de capital total tiende a crecer con mayor rapidez que lo que crece la parte destinada a salarios. Como Sismondi opinaba que el capitalismo olvida que el trabajador es un ser pensante, de igual condición que el capitalista. Así las cosas, el incremento de la riqueza social no elimina las causas de la miseria de los trabajadores, despojados del derecho al capital y a dirigir la sociedad.
Se oponía a la propiedad privada de la tierra y consideraba que su abolición emanciparía a la industria que "se vería libre de toda traba y cobraría auge formidable". Para Cherbuliez, "los terratenientes son haraganes que viven a costa de los demás" y "lo que hace a la tierra productiva son los capitales invertidos en la industria". 
Su apología de la inversión de capital, que consideraba como el motor de la economía, lo hacía oponerse con todas sus fuerzas al socialismo, contra el que polemizó en varios artículos de prensa y al cual consideraba "la barbarie", tal y como lo expuso en un folleto que publicó en 1848. Por eso su crítica al capital desembocaba en la propuesta de un "vínculo entre el trabajo asalariado y el capital que pone en marcha la industria".
Desarrolló una teoría del valor que para sus contemporáneos era una de las mejores reformulaciones de la doctrina clásica.

## Obras
- Théorie des garanties constitutionnelles 1838
- Riche ou pauvre. Exposition des causes et des effets de la distribución actuelle des richesses sociales 1840
- De la démocratie en Suisse 1843
- Étude sur les causes de la misère, tant morale que physique et sur les moyens d’y porter remède 1853
- Dictionnaire d'économie politique 1854
- Précis de la science économique et de ses principales applications 1862.